# 前門大街

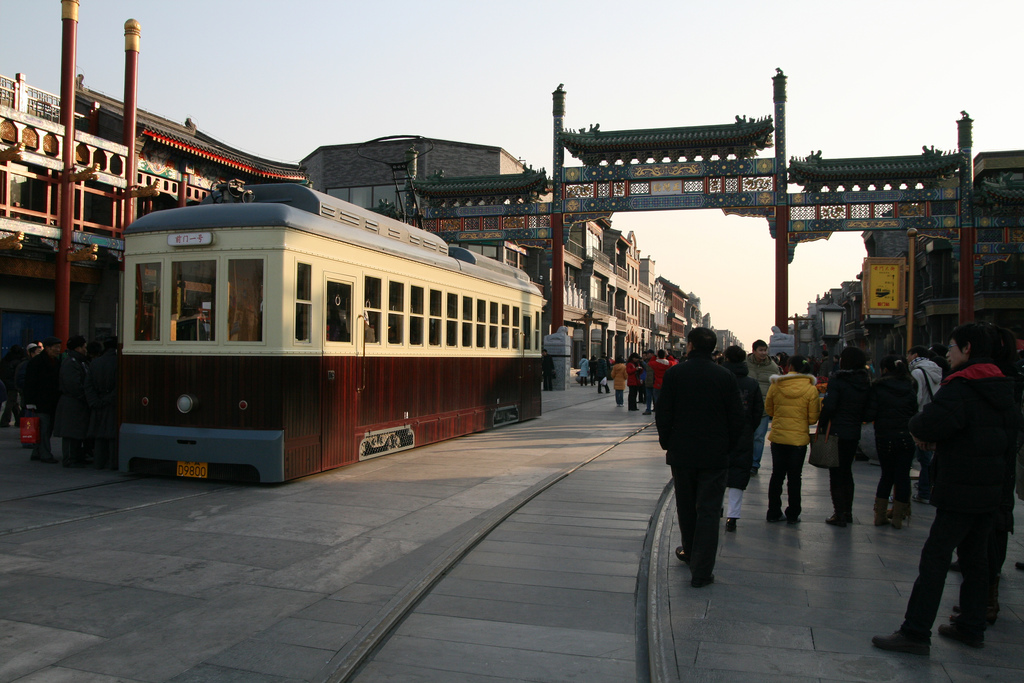
夕刻の前門大街。手前が北側。

前門大街（ぜんもんだいがい）は、中華人民共和国北京市にある大通り。正陽門（前門）から天橋路口までの南北およそ1キロメートルで、西城区と東城区の境界をなす。通りの南側は天橋地区につながり、西側には大柵欄地区、東側には鮮魚口地区がある。正陽門の北側は天安門広場である。
前門大街から大柵欄・鮮魚口にかけては明清時代から続く歴史的な商業地区であり、全聚徳や同仁堂、張一元などの中国を代表する老舗が数多くある。下町風情を残す繁華街として知られ、日本では「北京の浅草」と呼ばれることもあった。

## 概要
前門大街はかつて「五牌楼」と呼ばれた。これは通りの入口に6柱5梁の牌楼があったことに由来するが、牌楼は1958年の都市改造の際に撤去され、2001年に鉄筋コンクリートで再建されたものの、交通の利便性のために、6本の柱のうち2本しか地面に付かない構造に変えられた。
北京オリンピックに合わせて、前門大街では大規模な再開発が行われた。2004年に事業を開始し、2007年5月9日に前門から珠市口までの区画で工事を開始、2008年5月28日に完成、オリンピック開幕前日の8月7日に一般開放された。再開発によって、清代末期から民国時代初期の町並みを再現した歩行者天国となり、牌楼も清代の様式に基づいて改めて再建された。国内外の観光客から注目を集め、一般開放から1年間で来客数が延べ5000万人を超えた。

## 路面電車
再開発の目玉として、1924年から1958年まで運行されていた路面電車が再現され、2009年1月1日から正式に営業運転を開始した。銅製の鈴を鳴らして歩行者に注意を促したことから、「鐺鐺車（チンチン電車の意）」と呼ばれていた。新たに再現された路面電車は路線開業当時の車両を模しているが、最新式の電気二重層コンデンサを搭載した充電式車両で、架線を必要としない。1両編成で運行され、約800メートルの区間を時速5キロメートルで片道約10分間かけて走行する。

## ギャラリー

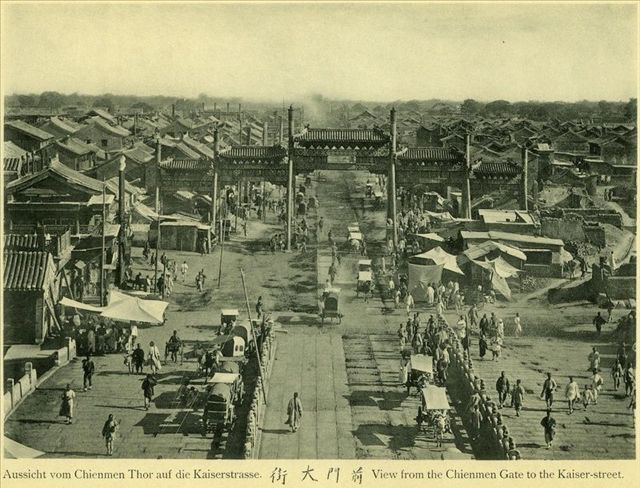
1900年頃の前門大街
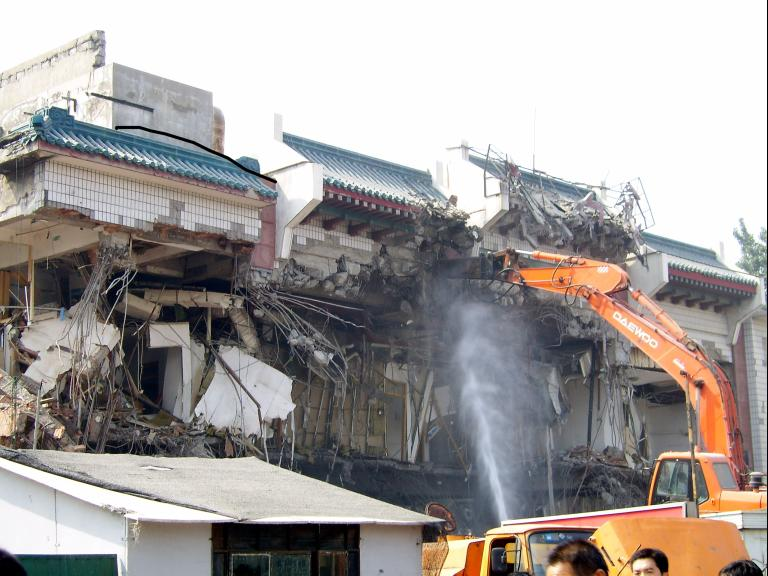
再開発中の前門大街（2006年）
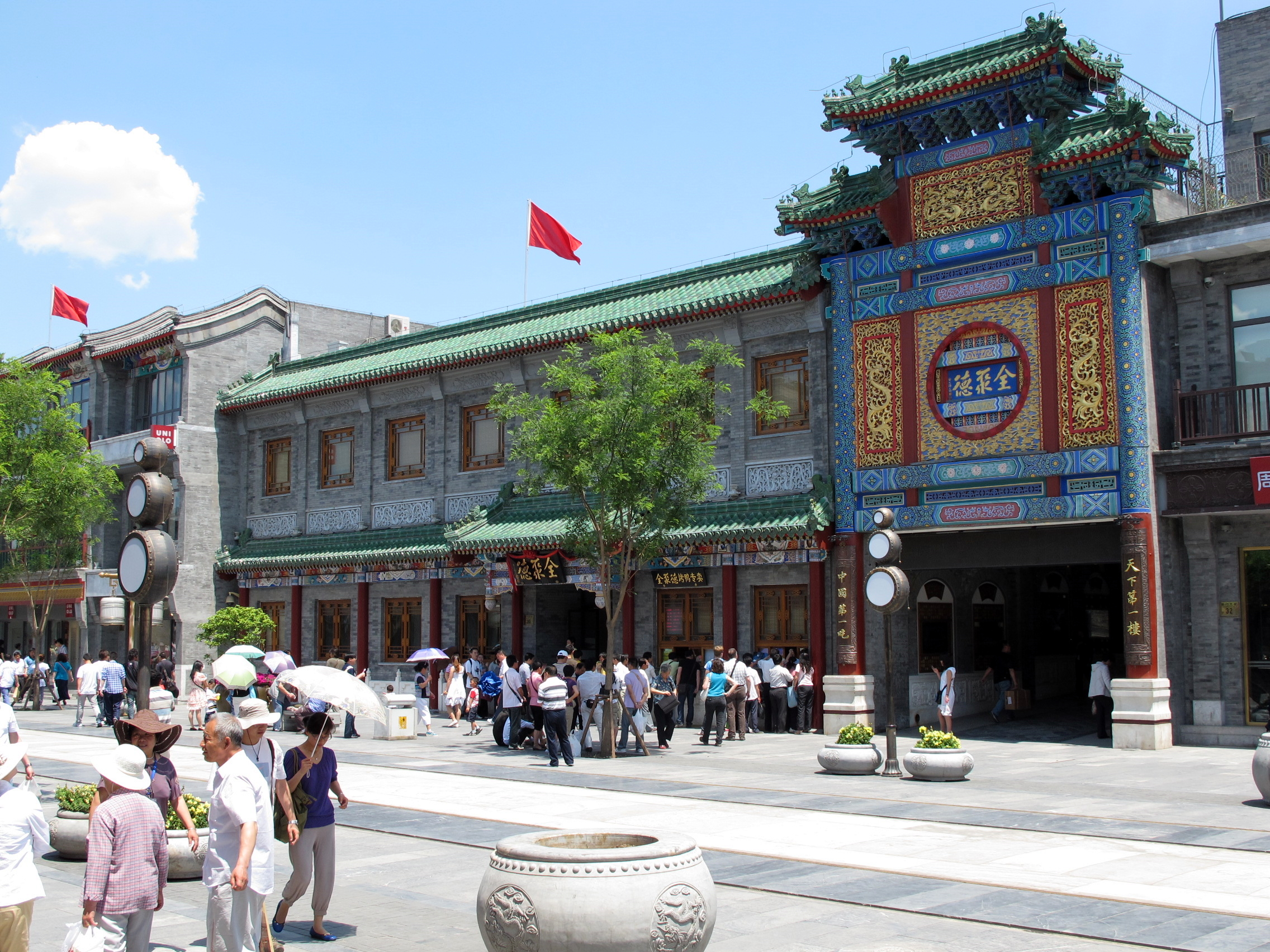
北京ダックの店『全聚徳』
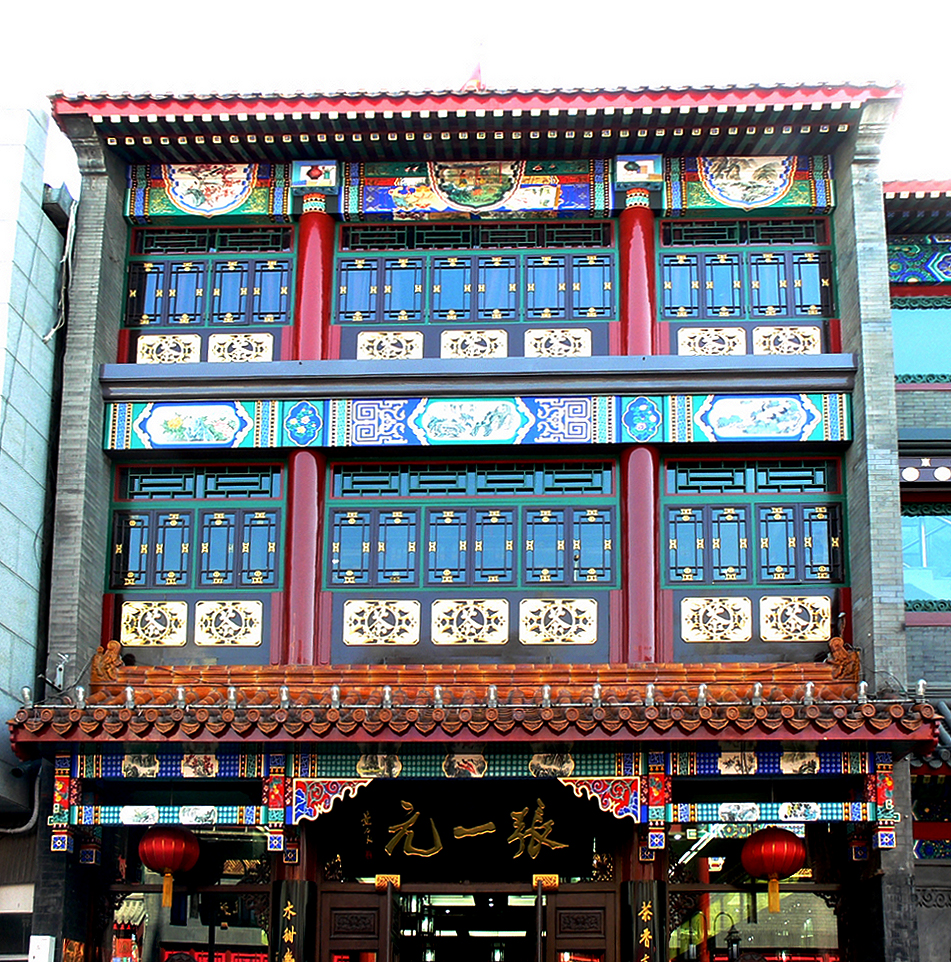
中国茶の店『張一元』
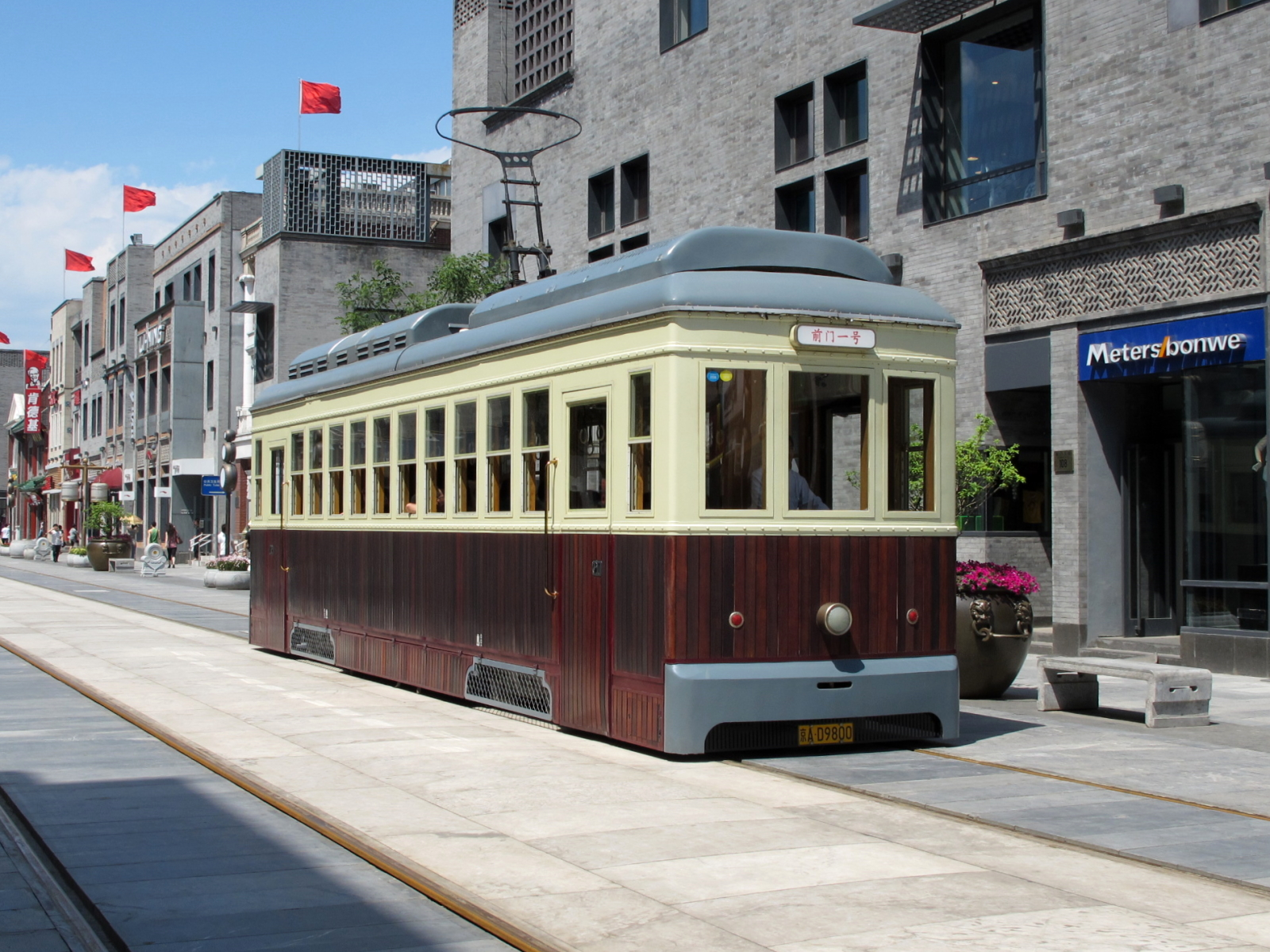
路面電車
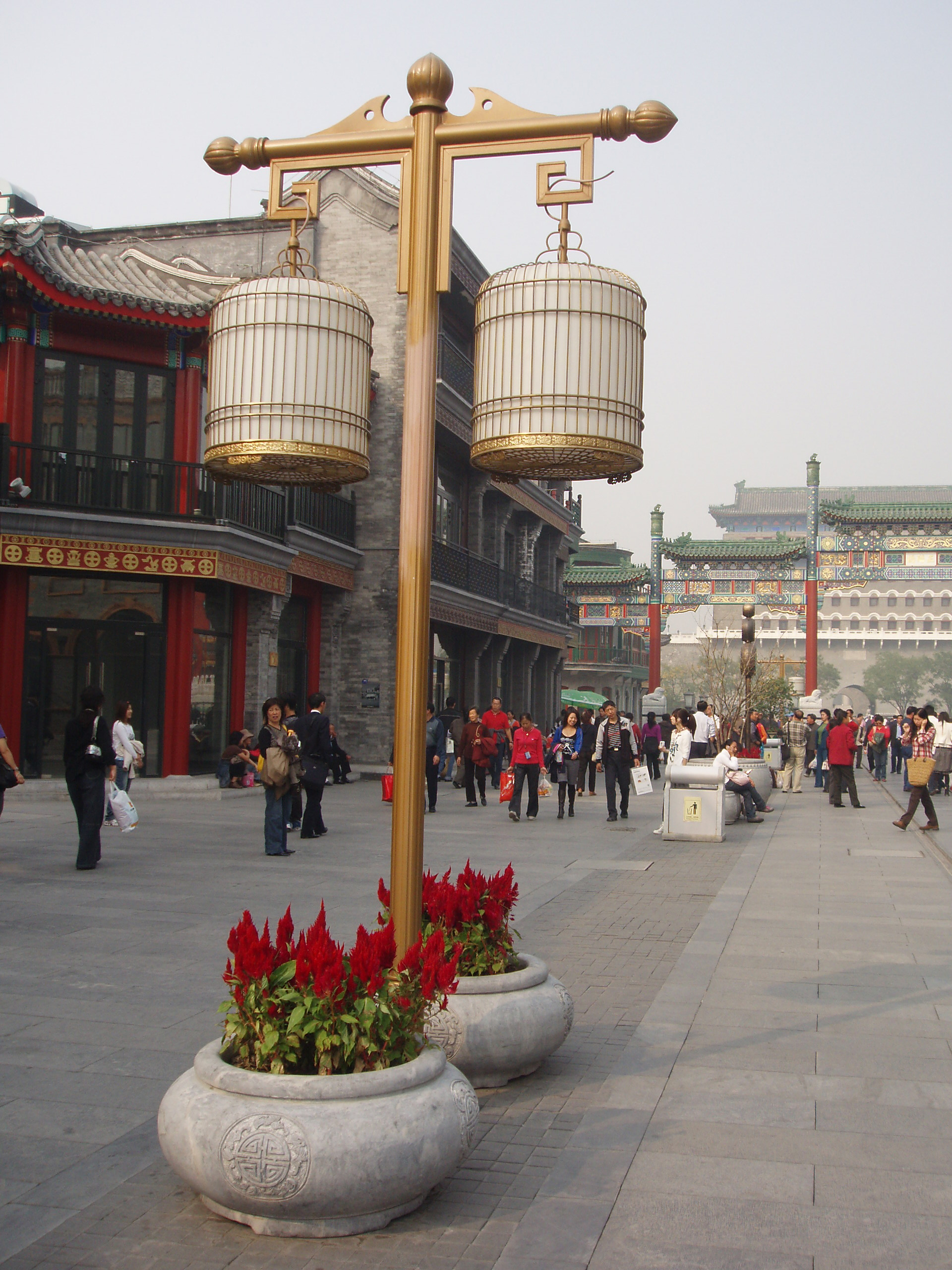
鳥かごを模した街灯

## アクセス
- 北京地下鉄2号線前門駅